# Virley
Virley är en civil parish i Colchester i Essex i England. Orten har 61 invånare (2001). Byn nämndes i Domedagsboken (Domesday Book) år 1086, och kallades då Salcota.